# كلارنس رانسوم إدواردز
كلارنس رانسوم إدواردز (بالإنجليزية: Clarence Ransom Edwards)‏ هو ضابط أمريكي، ولد في 1859 في كليفلاند في الولايات المتحدة، وتوفي في 14 فبراير 1931 في بوسطن في الولايات المتحدة.